# Building Information Model
BIM är en förkortning för Byggnadsinformationsmodellering eller på engelska Building Information Modeling.
I engelskan syns ibland även Building Information Management. 
BIM innebär att en 3D-modell skapas i en byggprocess för projektering och visualisering med målet att samla information om byggnader och processerna och besluten kring byggnaden. BIM är en modern arbetsmetod i byggprocesser och det är ett brett men relativt vedertaget namn/begrepp under 2000-talet som tolkas olika beroende på vem som använder det. 

## Byggnadsinformationsmodellering
Byggnadsinformationsmodellering (BIM) är en teknisk revolution som håller på att förändra byggsektorn och utvecklingen går snabbt just nu. Ordet BIM används flitigt inom byggsektorn, ibland utan att man får en klar bild av vad det kan innebära. Olika företag och individer har under de senaste åren introducerat olika beskrivningar av vad en byggnadsinformationsmodell kan innehålla, nedan en förenklad beskrivning av BIM:
- BIM – Arbetsmetod
- BIM-modell – Virtuell prototyp

Arbetsmetoden för BIM fokuserar på att, på ett effektivt, enkelt och organiserat sätt, ta fram en BIM-modell. Att använda BIM innebär att information om byggarbetet samlas in och därmed kan varje skede i byggprocessen stämmas av mot uppsatta mål. Arbetsmetoden BIM syftar till att eliminera informationsglappen under byggprocessen, inte den mänskliga faktorn .
90 % är som förr, 10 % är förändring, 100 % är mervärde, förändringen kommer att bli plågsam för vissa. – Marko Granroth i BIM - ByggnadsInformationsModellering
En BIM-modell är en virtuell modell av verkligheten. I modellen samlas och organiseras all information från en byggnads livscykel. BIM-modellen kan innehålla information om både den fysiska och den logiska sammansättningen av objekten och själva byggnaden. BIM-modellen kan beskrivas som en virtuell prototyp. En BIM-modell består av en objektsbaserad, digital representation av de ingående komponenterna. En BIM-modell kan även kallas för en objektsbaserad modell (tredimensionell ”3D” modell med datainformation)
Resultatet av en BIM-modell är en virtuell prototyp som kan visualiseras, granskas och testas på olika sätt. Genom att använda en BIM-modell kan man spara både tid, pengar och material i byggsektorn. Objektet i BIM-modellen är unik individ som tilldelas ett ID.  Det gäller hålla isär olika begrepp, då det handlar alltså inte om ett specifikt arbetssätt eller programvara.

### BIM:s delar
- Visualisering via virtuell miljö
- Kompletterande projektstyrningsverktyg, kollisionskontroll och samordning
- Förbättrade möjligheter att söka information
- Visualisering av tidplan, montageordning
- Mängdavtagningar och kostnadsestimering
- Simuleringar
- Produktionsstyrning
- Förvaltningsinformation[2]

### BIM innebär
- Bättre förståelse för koncept och färdig byggnad
- Bättre samordning och mindre fel i både projekterings- och byggskedet
- Minskad tidsåtgång i byggskedet
- Bättre estimering av både kostnad, tid och material
- Högre produktivitet och kvalitet[2]

## BIM-modell
När man ska skapa en BIM-modell krävs interoperabilitet mellan datorverktygen. Därigenom möjliggörs informationsutbyte mellan disciplinerna. Ett neutralt filformat kan ge en sådan koppling. I olika delar av världen pågår ett standardiseringsarbete med visionen att effektivisera byggprocessen genom en standardiserad informationsmodell. Industry Foundation Classes, (IFC) är ett neutralt filformat skapat av buildingSMART (International Alliance for Interoperability), ett öppet och fritt format som möjliggör interoperabilitet mellan olika tillverkares program. IFC stöds av flera statligt ägda fastighetsbolag, några finns i USA, Norge och Finland.
Centrala begrepp inom BIM är objekt, egenskaper samt relationer (produktstrukturer). En snarlik teknologi som används av den fasta industrin är PLM.
De stora CAD-aktörerna avser ibland 3D-modelleringen av byggnader. En 3D-modell kan vara en volym eller ytor som saknar datainformation, medan en BIM-modell eller som den även kallas för en objektsbaserad modell är en tredimensionell ”3D” modell med datainformation. Exempelvis fabrikat, typ, flöde, tryckfall och har en unik ID, det möjliggör beräkningar och mängdning.
Mindre övergripande varianter förekommer, så som vad som kallas Structural-BIM, där det bara handlar om information som rör de bärande delarna. 
BIM inom fastighetssidan ligger långt framme jämfört med anläggningssidan. För övrigt finns det stora skillnader. Inom fastighetssidan ligger man 5-10 år efter industrin, exempelvis bil- och flygplansindustrin, anläggningssidan är i sin linda och är på väg att träda in i BIM världen. Inom industrin kan man redan styra produktionen på en mycket hög nivå, medan fastighetssidan har under de senaste åren utvecklat en helt ny arbetsmetod där installationssidan kanske legat längst fram i många år. Konstruktörer/statiker på stålsidan har också kunna producerat även bättre nivå, liknande industristandarden. Några få eldsjälar har funnits på arkitektsidan, medan övriga har först senaste åren börjat anpassa sig. Anpassningen av stora massan på konstruktion och arkitektsidan sker idag med rasande fart. Det börjar finnas etablerade rutiner för visualisering av tidplan och montageordning (4D) samt mängdavtagning och kostnadsestimering (5D). Inom anläggningssidan ligger man idag efter både industrin och fastighetssidan, det saknas rutiner för att skapa interoperabilitet mellan datorverktygen och metod för hur en unik individ ska döpas med ID i BIM-modellen. Det pågår utvecklingprojekt både nationellt och internationellt i syfte att finna etablerade rutiner och skapa unika ID för att möjliggöra en effektiv byggprocess. Där det är möjligt att visualisera av tidplan (4D) samt mängdavtagning och kostnadsestimering (5D). 
Det risker som finns idag med exempelvis anläggningsprojekt är konsekvens av bristande eller inkomplett byggprocess "ofullständig byggprocess" på grund av projekt- och projekteringsledningens målsättning är att följa byggherrens intentioner och ser budgeten, tidplanen och slutdatumet som heliga, där exempelvis den duktiga projekteringsledaren arbetar som i tidigare ”traditionella projekt”, någon i den tillfälliga konsultgruppen har införskaffat ny mjukvara och ser projektet som en utbildningsmöjlighet att skaffa erfarenhet inom BIM eller att projektet får en hög personalomsättning på grund av att man forcerar byggprocessen. Genom att inte förstå skillnader mellan traditionell projektering och objektsbaserad projektering blir fokus på värdeskapande delar lågprioriterat eftersom mycket information, många beslut och antaganden måste forceras. Alla förändringar orsakar mer tid och möjligheten att utföra samordning och kollisionskontroll försvåras eller uteblir, kostnaden skenar samt mängdavtagning och kostnadsestimering (5D).
Under projekteringsprocessen uteblir resursbesparingar som autotextning och mängdavtagning ur den objektsbaserade modellen då etablerade rutiner och standader för unika ID saknas. De objektsbaserade modellerna är inkorrekta, samordning via visualiseringar och kollisionskontroller uteblir. Projekteringskostnaden ökar och kvalitetsfelskostnaderna blir oförändrade eller högre i både projektering och byggskede. Vinsterna med att minska slöseri och byggfel är oförändrade, som i den traditionella byggprocessen. Det finns utvecklingsprojekt där man ser över rutiner och standader för unika ID inom anläggningssidan. Inom byggsidan pågår redan det sedan än längre tid via BuildingSMART (International Alliance for Interoperability, IAI).